# White House (Tennessee)
White House es una ciudad ubicada en los condados de Sumner y Robertson en el estado estadounidense de Tennessee. En el Censo de 2010 tenía una población de 10.255 habitantes y una densidad poblacional de 360,12 personas por km².

## Geografía
White House se encuentra ubicada en las coordenadas 36°27′52″N 86°39′57″O / 36.46444, -86.66583. Según la Oficina del Censo de los Estados Unidos, White House tiene una superficie total de 28.48 km², de la cual 28.48 km² corresponden a tierra firme y (0%) 0 km² es agua.

## Demografía
Según el censo de 2010, había 10.255 personas residiendo en White House. La densidad de población era de 360,12 hab./km². De los 10.255 habitantes, White House estaba compuesto por el 94.92% blancos, el 1.75% eran afroamericanos, el 0.16% eran amerindios, el 0.84% eran asiáticos, el 0.09% eran isleños del Pacífico, el 0.91% eran de otras razas y el 1.35% pertenecían a dos o más razas. Del total de la población el 2.77% eran hispanos o latinos de cualquier raza.